# ShenShen
Tournées par Zhou Shen
9.29Hz
(2024-2025)
ShenShen (深深的巡迴演唱會) est la quatrième tournée de concerts du chanteur chinois Zhou Shen, débutée en mai 2025. Elle se déroule uniquement en Chine.

## Dates et lieux
| No. | Date              | Pays  | Ville    | Venue                                       | Capacité | Réf.  |
| --- | ----------------- | ----- | -------- | ------------------------------------------- | -------- | ----- |
| 1   | 17 mai 2025       | Chine | Shanghaï | Shanghaï Stadium                            | -        | [ 2 ] |
| 2   | 18 mai 2025       | Chine | Shanghaï | Shanghaï Stadium                            | -        | [ 2 ] |
| 3   | 31 mai 2025       | Chine | Nanjing  | Centre sportif olympique de Nanjing         | -        | [ 3 ] |
| 4   | 1er juin 2025     | Chine | Nanjing  | Centre sportif olympique de Nanjing         | -        | [ 3 ] |
| 5   | 14 juin 2025      | Chine | Taiyuan  | Stade du centre sportif Shanxi              | -        | [ 2 ] |
| 6   | 15 juin 2025      | Chine | Taiyuan  | Stade du centre sportif Shanxi              | -        | [ 2 ] |
| 7   | 28 juin 2025      | Chine | Qingdao  | Centre de fitness de Qingdao                | -        | [ 3 ] |
| 8   | 29 juin 2025      | Chine | Qingdao  | Centre de fitness de Qingdao                | -        | [ 3 ] |
| 9   | 26 juillet 2025   | Chine | Xi'an    | Centre olympique de Xi'an                   | -        |       |
| 10  | 27 juillet 2025   | Chine | Xi'an    | Centre olympique de Xi'an                   | -        |       |
| 11  | 9 août 2025       | Chine | Harbin   | Centre d'exposition international de Harbin | -        |       |
| 12  | 10 août 2025      | Chine | Harbin   | Centre d'exposition international de Harbin | -        |       |
| 13  | 29 août 2025      | Chine | Guiyang  | Centre olympique de Guiyang                 | -        |       |
| 14  | 30 août 2025      | Chine | Guiyang  | Centre olympique de Guiyang                 | -        |       |
| 15  | 13 septembre 2025 | Chine | Hangzhou | Centre olympique de Hangzhou                | -        |       |
| 16  | 14 septembre 2025 | Chine | Hangzhou | Centre olympique de Hangzhou                | -        |       |
| 17  | 6 octobre 2025    | Chine | Tianjin  | Centre olympique de Tianjin                 | -        |       |
| 18  | 7 octobre 2025    | Chine | Tianjin  | Centre olympique de Tianjin                 | -        |       |
| 19  | 18 octobre 2025   | Chine | Fuzhou   | Centre olympique de Fuzhou                  | -        |       |
| 20  | 19 octobre 2025   | Chine | Fuzhou   | Centre olympique de Fuzhou                  | -        |       |